# Новая Поляна (Мордовия)
Новая Поляна — село в Зубово-Полянском районе Мордовии России. Входит в состав Уголковского сельского поселения.

## История
Основано в годы столыпинских реформ переселенцами из села Мордовская Поляна. В 1931 г состояло из 67 дворов.

## Население
| 2002 | 2010 |
| ---- | ---- |
| 96   | ↗102 |

Национальный состав
Согласно результатам Всероссийской переписи населения 2002 года, в национальной структуре населения мордва-мокша составляли 93 %.